# Élections législatives macanaises de 2021
Les élections législatives macanaises de 2021 ont lieu le 12 septembre 2021 afin de renouveler les 33 députés de l'Assemblée législative de Macao, une région administrative spéciale de la république populaire de Chine,.